# حربنفسه
حربنفسه (به عربی: حربنفسه) یک منطقهٔ مسکونی در سوریه است که در شهرستان حمات واقع شده‌است.

## خصوصیات
حربنفسه ۳٬۵۷۴ نفر جمعیت دارد.